# Изложба „Нови чланови” (2002)
Изложба „Нови чланови” се одржала у периоду од 29. јануара до 15. фебруара 2002. године у Уметничком павиљону „Цвијета Зузорић”.

## Излагачи

### Сликари
1. Светлана Анђелковић
2. Мина Антонијевић
3. Милан Боснић
4. Иван Вулић
5. Милена Гордић
6. Хана Давид
7. Драгана Димитријевић
8. Хелена Драшковић
9. Маја Живановић
10. Јован Зорко
11. Светлана Јевтић
12. Едита Кадирић
13. Јелена Каришик
14. Бранка Мандић
15. Стела Марковић
16. Јелена Миладиновић
17. Бранка Милић
18. Гордана Мирков
19. Сенка Михајловић
20. Милош Насковић
21. Коча Огњановић
22. Горан Остојић
23. Миладин Отовић
24. Миодраг Пандуровић
25. Биљана Петковић
26. Славица Црни Ранковић
27. Оливера Ристић
28. Милица Симојловић
29. Срђан Срећковић
30. Милош Стевановић
31. Јована Стојановић
32. Татјана Томић
33. Никола Топузовић
34. Славољуб Ћирић
35. Исидора Фићовић

### Графичари
1. Лука Дедић
2. Милош Димитријевић
3. Душан Миљуш
4. Марко Пашић

### Вајари
1. Александра Дедић
2. Ђуро Јанковић
3. Милош Комад
4. Бранкица Кончаревић
5. Славица Лазић
6. Љиљана Вишњић Млинаревић
7. Марија Павловић
8. Драгана Петковић
9. Никола Пешић
10. Зора Пиљак
11. Биљана Половина

### Проширени медији
1. Неда Ковинић
2. Миодраг Кркобабић
3. Снежана Павловић Петровић
4. Драган Пешић
5. Маја Ракочевић
6. Селман Тртовац
7. Деспина Четник